# Restio pachystachyus
Restio pachystachyus är en gräsväxtart som beskrevs av Carl Sigismund Kunth. Restio pachystachyus ingår i släktet Restio och familjen Restionaceae. Inga underarter finns listade i Catalogue of Life.